# Abushiri ibn Salim al-Harthi
Abushiri ibn Salim al-Harthi (àrab: أبو شيري بن سالم الحارثي, Abū Xīrī b. Sālim al-Ḥāriṯī) (1833-15 de desembre de 1889) era un comerciant ric i propietari de plantacions de llinatge àrab d'Oromo que és conegut per la revolta Abushiri contra la Companyia Alemanya de l'Àfrica Oriental a l'actual Tanzània. Va aconseguir unir comerciants àrabs locals i tribus africanes en contra del colonialisme alemany.
La revolta esclatà el 20 de setembre de 1888: les insurreccions comandades per Abushiri atacaren emplaçaments comercials i establiments alemanys per tot el territori de l'Àfrica Oriental Alemanya. La societat mercantil alemanya, incapaç de controlar la revolta, demanà ajut al govern a Berlín. El Canceller Otto von Bismarck envià el lloctinent de 34 anys Hermann von Wissmann com a Reichskommissar a la colònia. Wissmann, juntament amb una combinació d'alemanys, sudanesos i soldats de Shanga formava el nucli de la primera Schutztruppe a la regió. Amb ajuda naval bombardejaren ciutats costaneres que quedaren disponibles a la reocupació alemanya. També l'armada establí un bloqueig per impossibilitar les trameses d'armes i subministraments als rebels.
Les forces d'Abushiri foren capaces de capturar la majoria de les ciutats al llarg de la costa de Tanganyika i fins i tot prengueren com a ostatges els exploradors Hans Meyer i Oscar Baumann. No obstant això cap al final de 1888, moltes de les seves aliances amb les tribus locals havien col·lapsat, i varen haver de contractar mercenaris àrabs per defensar el seu baluard a Jahazi, un poble prop de Bagamoyo. Les tropes alemanyes dirigides per Wissmann atacaren Jahazi el 8 de maig de 1889 ocasionant 106 morts àrabs. Abushiri s'escapà i pogué persuadir membres de les tribus de Yao i Mbunga per continuar amb la rebel·lió. Va poder llavors fer nous assalts a Dar es Salaam i Bagamoyo. Tanmateix, la superior potència de foc alemanya pogué refusar aquests atacs, i les forces de tribus africanes aviat abandonaren Abushiri.
Abushiri intentà fugir a la Companyia Imperial Britànica de l'Àfrica Oriental, a Mombasa, però fou entregat als alemanys per tribus locals. El 15 de desembre de 1889 fou condemnat a mort per un tribunal militar, i poc després penjat a Pangani.